# Bataille de Nowshera
Guerres afghano-sikhes (en)
La bataille de Nowshera se déroule en mars 1823 près de Nowshera dans le cadre des guerres afghano-sikhes (en). Elle oppose les armées de l'empire sikh de Ranjît Singh aux troupes afghanes menées par le vizir Azim Khan (en). Les Sikhs remportent une victoire décisive qui leur permet d'occuper la vallée de Peshawar.

## Contexte
Au début du XIXe siècle, le Pendjab est dominé par l'empire sikh fondé par le maharaja Ranjît Singh. Son voisin occidental, l'empire Durrani, est fragilisé par la guerre civile que se livrent les fils de Timour Shah Durrani depuis sa mort, en 1793. Plusieurs guerres afghano-sikhes (en) opposent les deux empires, les Afghans tentant de rétablir leur autorité sur le Pendjab qui faisait partie de l'empire fondé par Ahmad Shah Durrani et les Sikhs tentant de repousser leurs frontières vers le nord et l'ouest. Les Sikhs prennent le contrôle d'Attock en 1813, après la bataille d'Attock (en), et s'emparent de Multan après un siège de 82 jours (en) en 1818.
En 1819, c'est au tour de Srinagar et Dera Ghazi Khan de tomber aux mains des Sikhs. Peshawar est alors dirigée par le sardar Yar Muhammad Khan, un demi-frère du vizir Azim Khan (en) qui exerce le pouvoir à Kaboul au nom de l'empereur fantoche Ayyoub Shah Durrani. En première ligne face à l'avancée des Sikhs, Yar Muhammad décide de négocier avec Ranjît Singh. Il peut rester gouverneur de Peshawar, mais doit reconnaître la suzeraineté du maharaja et lui verser un tribut.
Afin de rétablir l'autorité afghane dans la région, Azim Khan mène une armée vers Peshawar pendant l'hiver 1822-1823. Yar Muhammad l'accueille et feint de le rallier, mais il fait défection et rejoint les Sikhs. Ces derniers bénéficient également du soutien de Shah Shuja Durrani, empereur déchu réfugié à la cour de Ranjît Singh, qui espère que son protecteur lui rendra son trône en cas de victoire sur Azim Khan.

## La bataille
Les deux armées qui se rencontrent en mars 1823 près de Nowshera, non loin du confluent du Kaboul et de l'Indus, sont très différentes. Les Afghans sont mal équipés et mal entraînés, alors que les hommes de Ranjît Singh ont bénéficié de l'entraînement des mercenaires européens Jean-François Allard et Jean-Baptiste Ventura.
Les Sikhs sont d'abord dans une position difficile, les Afghans ayant détruit le pont permettant de franchir l'Indus à Attock. Malgré le feu ennemi, ils parviennent tout de même à franchir le fleuve à gué plus en amont. Ils bénéficient d'une erreur tactique de la part d'Azim Khan, qui a divisé ses troupes de part et d'autre du Kaboul. Ranjît Singh est en mesure de mettre en déroute les forces afghanes sur la rive droite avant de concentrer ses forces sur celles de la rive gauche, qui sont anéanties après une résistance désespérée.

## Conséquences
Après leur victoire, les Sikhs sont en mesure d'occuper la vallée de Peshawar, où ils se livrent au pillage. La frontière afghano-sikhe est repoussée jusqu'à la passe de Khyber. Azim Khan parvient à s'enfuir, mais il succombe au choléra peu de temps après. Sa succession est disputée entre plusieurs membres de sa famille et Ayyoub Shah est déposé au cours de cette lutte intestine, ce qui marque la fin de la dynastie durranie.